# Kingsoft Corporation

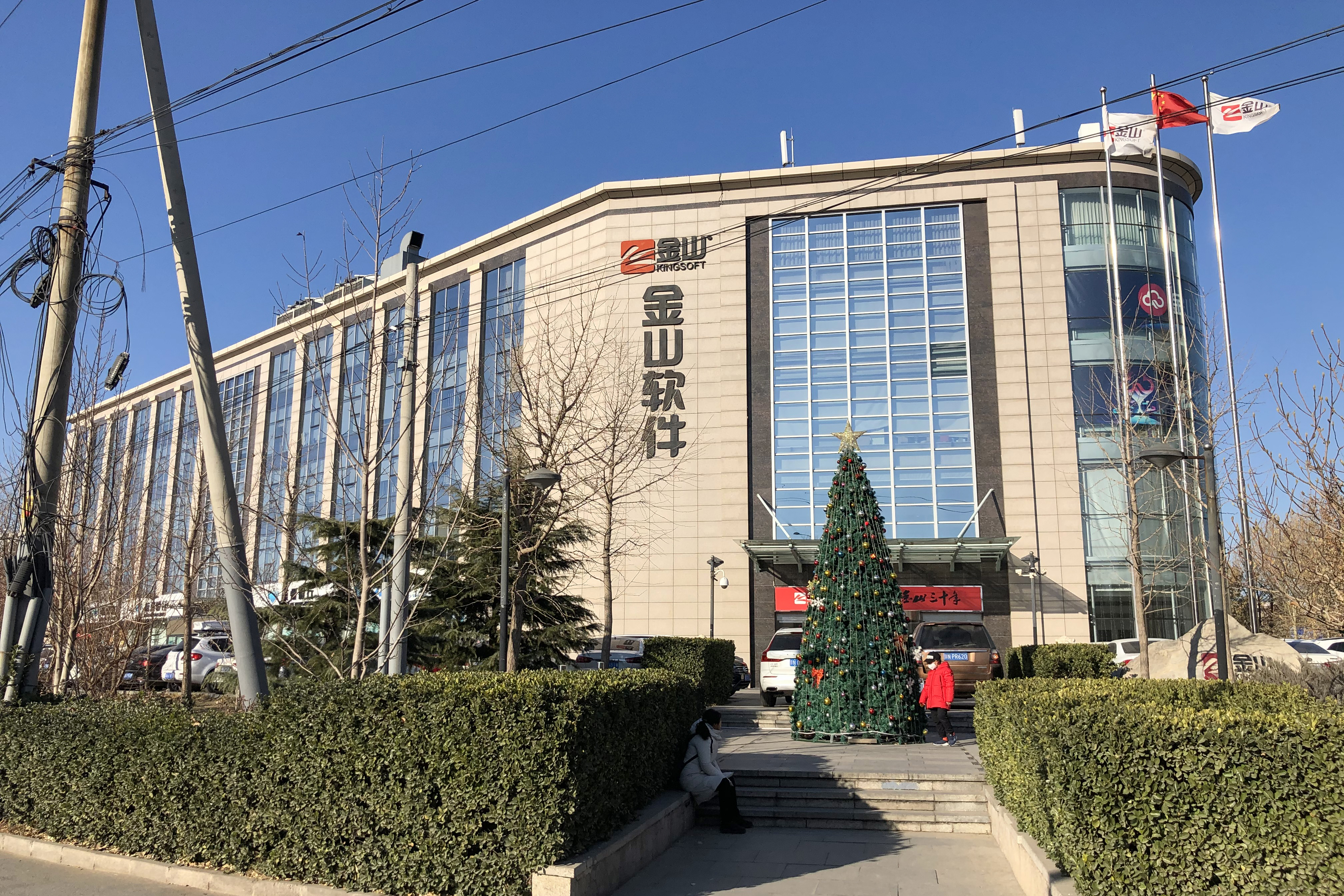
Kingsoft Hauptsitz

Kingsoft (chinesisch: 金山 软件; pinyin: jīnshān ruǎnjiàn; wörtlich: „Gold Mountain Software“) ist ein chinesisches Softwareunternehmen mit Forschungs- und Entwicklungszentren sowie Niederlassungen in Peking, Chengdu, Dalian, Zhuhai, Hongkong und den Vereinigten Staaten und über 900 Mitarbeitern. Der Fokus des Unternehmens liegt bei der Entwicklung von Software für das Internet und Microsoft-Windows-Systeme.
Ebenfalls gründete das Unternehmen Cheetah Mobile, ein weltweit führendes Unternehmen für die Entwicklung von mobilen Apps und Anbieter für Mobiles Internet und arbeitete an verschiedener Sicherheitssoftware. Internationale Bekanntheit erlangte das Unternehmen durch WPS Office, welche eine günstigere Alternative zu Microsoft Office darstellt.

## Produkte
Zu den Produkten des Unternehmens gehören: WPS Office, eine Office-Suite mit Textverarbeitung, Tabellenkalkulation und Präsentationsprogramm für Microsoft Windows, Android, iOS und Linux als Freeware und in mehreren Bezahlversionen, Kingsoft Internet Security, ein Antivirenprogramm, Kingsoft PC Doctor, eine Software zur Optimierung des Systems, LieBao Secure, ein Webbrowser, Kingsoft Power Word, eine Software für die Maschinelle Übersetzung zwischen Englisch und Chinesisch, Kingsoft KuaiPan, ein Cloud-Speicher für Windows, Mac OS, Android und iOS, Driver Genius, eine Software für die Verwaltung und Aktualisierung von Gerätetreibern und WPS Data Recovery Master, eine Software zur Datenwiederherstellung.

## Geschichte
Kingsoft wurde 1988 von der Firma Kingsun in Hong Kong durch Pak Kwan Kau gegründet. Kingsun war ein Hersteller von IBM-PCs und wurde 1973 gegründet. 1993 wurde eine weitere Niederlassung in Zhuhai eröffnet und 1994 wurde das Hauptquartier nach Peking verlegt.
In den späten 1980er und frühen 1990er Jahren erforschte und entwickelte Kingsoft Textverarbeitungsprogramme und andere Büroanwendungen, wie zum Beispiel sein Hauptprodukt Word Processing System 1.0, das 1989 auf den Markt kam. Später wurde das Produkt in Kingsoft Office und danach in WPS Office umbenannt. Dieses Produkt hat nach Angaben von Kingsoft über 1 Milliarde registrierte Nutzer.
2003 wurde die Beijing Kingsoft Entertainment Company gegründet und 2009 die Beijing Kingsoft Security Company.
Kingsoft hat Kooperationen mit großen Unternehmen wie Dell, Intel, Dropbox, Lenovo und IBM aufgebaut.